# José Tiburcio Borda

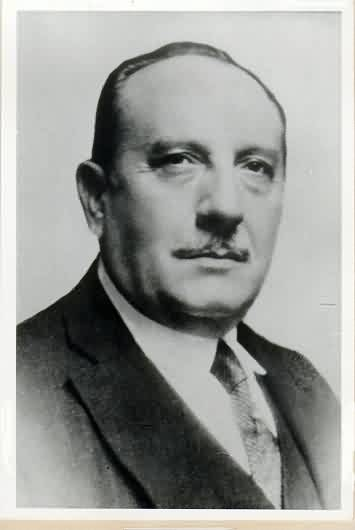
José Tiburcio Borda

José Tiburcio Borda (Goya, 28 de enero de 1869 - Buenos Aires, 6 de septiembre de 1936) fue un médico psiquiatra y neurobiólogo argentino de destacada actuación. Hoy el  Hospital Interdisciplinario Psicoasistencial José Tiburcio Borda lleva ese nombre en su honor.

## Biografía
Nació en Goya, provincia de Corrientes, el 28 de enero de 1869, hijo de Miguel Borda y de Donata Fernández. Cursó sus estudios primarios y secundarios en su ciudad natal y en el año 1891, a los 21 años ingresa a la facultad de Medicina de Buenos Aires (hoy Facultad de Ciencias Médicas (Universidad de Buenos Aires). En 1897 recibió el título de doctor en Medicina y Cirugía.
Mientras cursaba sus estudios se desempeñó como practicante mayor del Hospicio de las Mercedes (hoy Hospital Borda) y posteriormente en la Casa de Aislamiento, en 1896. En el hospicio de las Mercedes tomó contacto con quien será su maestro por 11 años, el prestigioso Christofredo Jakob. Su tesis de doctorado, dirigida por Jakob, se tituló "Algunas consideraciones sobre el pronóstico de la alienación mental", donde descubría la "demencia en abras", siendo las abras valles entre lomas, con cuyo nombre designó Borda, ciertas particularidades que toma la corteza cerebral de estos insanos.
A partir de 1900 se convirtió en docente de la primera Escuela de Enfermería Psiquiátrica. A lo largo de su vida sus investigaciones y aportes fueron reconocidos por distintas universidades tanto de Europa como de América. Fue también profesor honorario y miembro de la Academia Nacional de Medicina en el año 1930. Dirigió la cátedra de Psiquiatría entre 1922 y 1930. Seis años después de jubilarse, falleció en Buenos Aires, el 6 de septiembre de 1936.

## Obras
- • «Patología de la parálisis general progresiva: contribución al estudio de su anatomía y de su histología»
- • «Topografía de los núcleos grises de los segmentos medulares del hombre»
- • «Topografía de los núcleos grises de los segmentos medulares del hombre»
- • «Contribución al estudio de las alteraciones celulares de los centros nerviosos en las formas graves de las psicosis alcohólicas»